# Marseillan (Hérault)
Marseillan is een plaats in Zuid-Frankrijk, regio Occitanie, departement Hérault, en ligt aan de Middellandse Zee tussen Sète en Cap d’Agde. De plaats ligt direct aan het Bassin de Thau.
Naast de mossel- en oesterkwekerijen in het Bassin de Thau en de wijnaanbouw, is het toerisme een grote bron van inkomsten in dit gebied.
Marseillan telde op 1 januari 2022 8.047 inwoners, die men Marseillanais(e) noemt.
In het centrum van het plaatsje bevindt zich de St. Jean Baptistekerk en de markthal, beide uit de 17e eeuw. De markthal is uit lavasteen gebouwd en voor het laatst in 1984 gerestaureerd.
In Marseillan staat een van de laatste in Italiaanse stijl gebouwde theaters, die rond 1900 in de Hérault gebouwd zijn.
Het oudste stenen beeld van de Franse “Marianne” (1878) staat in Marseillan.
De jachthaven heeft een open verbinding met het Bassin de Thau en heeft 213 aanlegplaatsen.
Flamingo’s en reigers (o.a. zilverreigers) zijn in het natuurgebied Bagnas en in het Bassin de Thau bijna het hele jaar door, op korte afstand, te bewonderen.
De badplaats Marseillan-Plage ligt op circa 3 km afstand van Marseillan aan de Middellandse Zee.

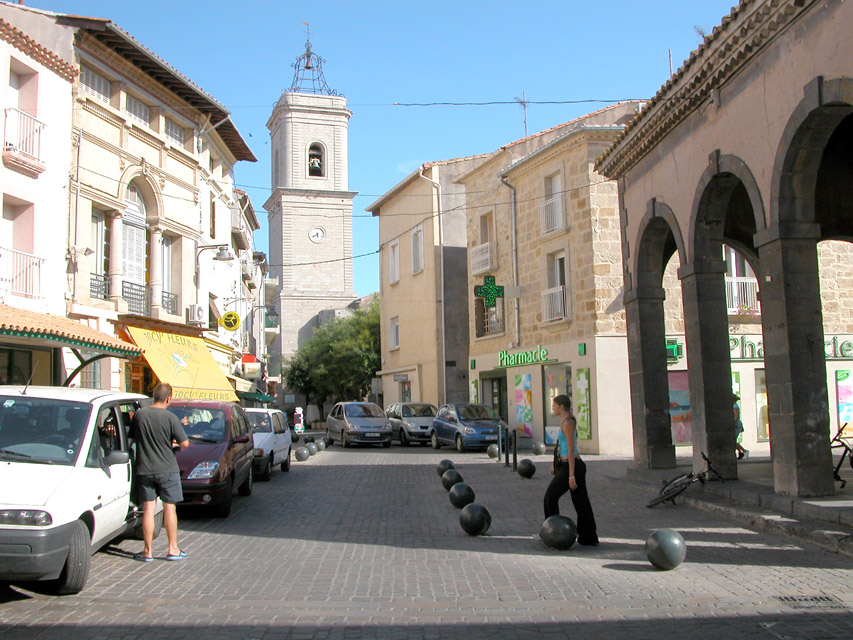
Marseillan
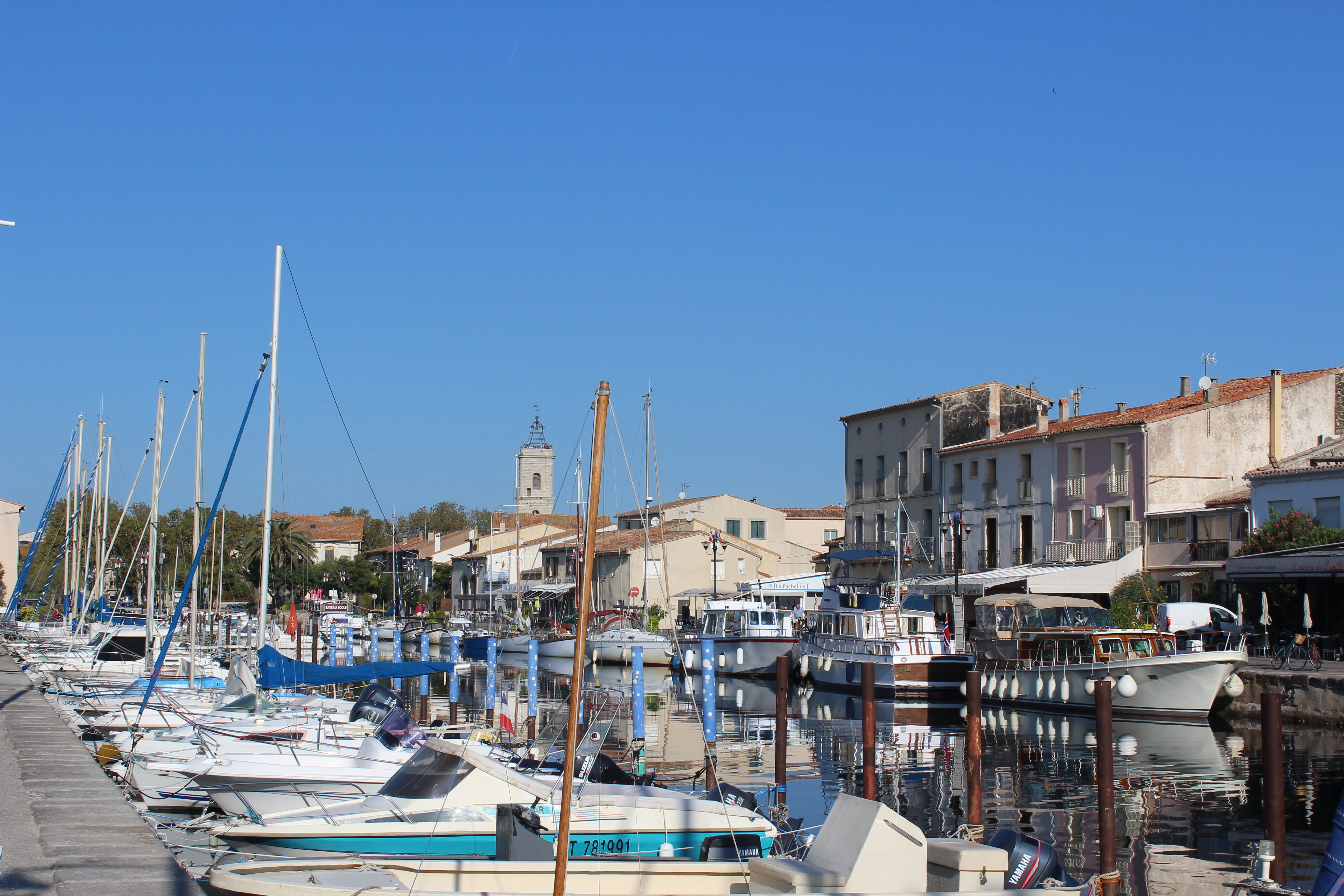
Haven

## Geografie
De oppervlakte van Marseillan bedroeg op 1 januari 2022 51,71 vierkante kilometer; de bevolkingsdichtheid was toen 155,6 inwoners per km².

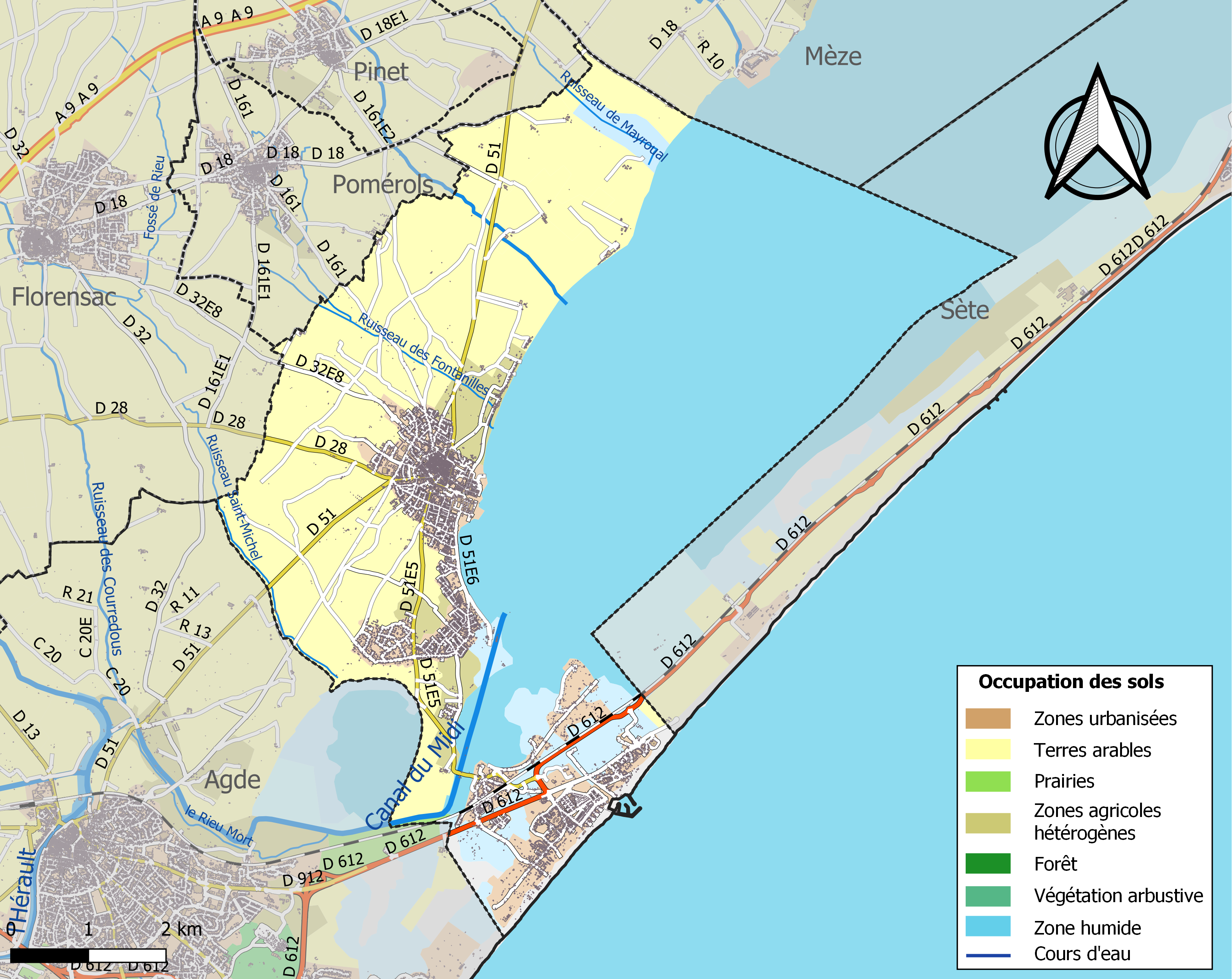
Kaart van de gemeente met belangrijkste infrastructuur, bodemgebruik en omliggende gemeenten

## Verkeer en vervoer
In de gemeente ligt het spoorwegstation Marseillan-Plage.

## Demografie
Onderstaande figuur toont het verloop van het inwoneraantal van Marseillan vanaf 1962.

Bron: Frans bureau voor statistiek. Cijfers inwoneraantal volgens de definitie 
population sans doubles comptes (zie de gehanteerde definities)